# Angraecopsis gassneri
Angraecopsis gassneri är en orkidéart som beskrevs av Graham Williamson. Angraecopsis gassneri ingår i släktet Angraecopsis och familjen orkidéer. Inga underarter finns listade i Catalogue of Life.